# Мифы народов мира
«Мифы народов мира» — радянська релігієзнавча 2-томна енциклопедія. Видана вперше 1980 року в Москві, видавництвом «Радянська енциклопедія», енциклопедія неодноразово перевидавалася. 
В енциклопедії викладені міфологічні уявлення різних народів світу. Статті енциклопедії нададуть читачеві детальну інформацію про богів, духів, напівбожественних і демонічних персонажах, епічних героїв, а також про основні міфологічні мотиви й образи. У ряді статей розкривається зміст наукових теорій у вивченні міфології та її ролі в історії культури, розповідається про відображення міфологічних образів і сюжетів в літературі та мистецтві. 
У 1990 низка авторів і наукових консультантів нагороджені Державною премією СРСР.

## Упорядники
Головний редактор: Токарев Сергій Олександрович.
Члени редакційної колегії:
- Мелетинський Єлеазар Мойсейович — заступник головного редактора
- Брагінський Йосип Самуїлович
- Дьяконов Ігор Михайлович
- Іванов В'ячеслав Всеволодович
- Кинжалов Ростислав Васильович
- Лосєв Олексій Федорович
- В. М. Макаревич — відповідальний секретар
- Ольдерогге Дмитро Олексійович
- Ріфтін Борис Львович
- Штаерман Олена Михайлівна